# Microsoft Research
Microsoft Research (MSR) — подразделение корпорации Microsoft, созданное в 1991 году для исследования различных вопросов и тем в области информатики. Здесь в данное время работают обладатели премии Тьюринга Чарльз Хоар и Батлер Лэмпсон, обладатель Филдсовской премии Майкл Фридман, обладатель Стипендии Мак-Артура Джим Блинн, обладатель Премии Дейкстры Лэсли Лэмпорт, а также множество других высоко оцененных экспертов в области информатики, физики и математики, включая Джима Грея до его исчезновения во время мореплавания.

## Направления исследований
Исследования MSR можно разделить по следующим областям:
1. Алгоритмы и их теория
2. Разработка аппаратного обеспечения
3. Человеко-компьютерное взаимодействие
4. Машинное обучение, адаптация и интеллект
5. Мультимедиа и графика
6. Поиск, обработка и управление знаниями
7. Защита и криптография
8. Социальные вычисления
9. Инженерия программного обеспечения
10. Системы, архитектуры, мобильность и компьютерные сети
11. Биология вычислений и систем[2]

Одной из провозглашенных задач Microsoft Research является «поддержка длительного научного исследования, не ограниченного циклами выхода продуктов.» MSR спонсирует стипендиальную программу Microsoft Research Fellowship для студентов-выпускников и New Faculty Fellowship для студентов-первогодок.

## Лаборатории
Исследовательские лаборатории расположены по всему миру: Бангалор; Пекин; Кембридж; Кембридж (Массачусетс); Маунтин-Вью; Редмонд; Сан-Франциско.
- Microsoft Research Redmond было создано в 1991 году в редмондском кампусе Microsoft во время работы в зданиях 112 и 113, но впоследствии было перенесено в отдельный офис в здании 99. На данный момент там трудятся примерно 350 исследователей, а возглавляет отдел Рико Мальвар.
- Microsoft Research Cambridge было создано в 1997 году Роджером Нидхемом, и на данный момент там насчитывается более 100 работников. Подразделение поддерживает тесные связи с Кембриджским университетом.
- Microsoft Research Asia (MSRA) было создано в Пекине в ноябре 1998 года. Центр продвинутых технологий первоначально был группой в MSRA, пока не был выделен в отдельную группу исследований и разработок в Microsoft.
- Microsoft Research Silicon Valley, расположенная в Маунтин-Вью, Калифорния, была создана в августе 2001. В январе 2006 года лаборатория Силиконовой долины была объединена с другим подразделением Microsoft — Bay Area Research Center (BARC) в Сан-Франциско.
- Microsoft Research India была создана в январе 2005 года в Бангалоре, возглавляется доктором П. Ананданом.
- Microsoft Research New England была создана в 2008 году в Кембридже, Массачусетс.

### Сотрудничество
Кроме того, Microsoft Research также сотрудничает со сторонними исследовательскими центрами (вплоть до совместных разработок) в таких учреждениях как: Барселонский центр суперкомпьютеров, Брауновский университет, Университет Карнеги — Меллон, INRIA, Массачусетский технологический институт и Трентский университет. Существуют также ещё девять совместных лабораторий в Китае и Гонконге.
Кроме того, Microsoft Research поддерживает исследовательские центры во множестве других университетов.

## Доклады, представленные на SIGGRAPH
Исторически сложилось, что Microsoft представляла доклады по текущим разработкам на весьма престижной конференции SIGGRAPH, организуемой ACM, причем доля представленных материалов, начиная с 2002 года, составила в среднем 14 % от общего объёма представленных материалов.
| Год       | Всего материалов | Материалы от MSR |
| --------- | ---------------- | ---------------- |
| 2008      | 90               | 13 (14 %)        |
| 2007      | 108              | 14 (13 %)        |
| 2005      | 86               | 16 (17 %)        |
| 2004      | 83               | 10 (16 %)        |
| 2003      | 83               | 11 (10 %)        |
| 2002      | 67               | 7 (11 %)         |
| Всего     | 517              | 71 (14 %)        |
| В среднем | 86               | 12 (14 %)        |

## Исследовательские проекты
| - Язык программирования C# - Языки программирования Polyphonic C# / Cω - Языки программирования Spec# / Sing# - Bartok (компилятор) - Операционная система Singularity - Фреймворк Bigtop / Gridline - Язык программирования F# - Wallop - BitVault - Allegiance (игра) - SXM — STM-библиотека - Avalanche — p2p-протокол на основе BitTorrent - MyLifeBits - MultiMouse для совместного использования ПК - Audio Watermarking - Virtual Ring Routing (драйвер) - MSBNx — набор инструментов для Байесовской сети доверия - Data visualization (библиотека) - Gyro, превратившийся в шаблоны .NET 2.0 - IceCube — движок синхронизации общих данных - Search Result Clustering (Панель инструментов) - Vault — безопасная версия языка Си - WWMX — геотегинг цифровых изображений - Digital Green — фермерская социальная сеть на основе передачи видео для сельскохозяйственного расширения в сельской Индии - WorldWide Telescope - SenseCam - Group Shot - Songsmith - TouchLight | - HoneyMonkey - ClearType - Conference XP - SenseWeb Project - Strider GhostBuster — система обнаружения руткитов - Strider URL Tracer / Typo-Patrol — система защиты от тайпсквоттинга - Penny Black Project - Sideshow - SLAM project - Zumobi - Kodu Game Lab - Цветные штрих-коды для улучшения информационной ёмкости штриховых кодов - GLEE — движок разметки графов - SecPAL — язык грид-авторизации - Web Assistant — система контекстного поиска - Community Bar — контекстно-чувствительный плагин - JCluster — движок кластеризации - Virtual WiFi — виртуализация Wi-Fi-адаптера - Scalable Fabric — система управления задачами Windows - TulaFale — язык для проверяемого описания веб-служб - Zing — проверка моделей - Hotmap — мэшап, показывающий самые популярные места на карте при использовании сервиса «Карты Bing» - Виртуальная Индия - HD View — просмотрщик, помогающий отображать и взаимодействовать с очень большими (гигапиксельными) изображениями - Image Composite Editor - ESL Assistant — инструмент проверки для изучающих английский язык по программе ESL - Embedded Learning Library — библиотека для внедрения систем машинного обучения в компьютеры с небольшими процессорами |